# Sukree Etae
Sukree Etae (thailändisch สุกรี อีแต; * 22. Januar 1986 in Narathiwat), auch als Baeky bekannt, ist ein thailändischer Fußballspieler.

## Karriere
Sukree Etae erlernte das Fußballspielen in der Jugendmannschaft von Nara United FC. Hier stand er auch bis 2009 unter Vertrag. Der Verein spielte in der damaligen dritten Liga, der Regional League Division 2. Hier trat der Verein aus Narathiwat in der Southern Region an. Ende 2009 feierte er mit Nara die Meisterschaft der Region und den Aufstieg in die zweite Liga. Nach dem Aufstieg verließ er den Verein. Am 1. Januar 2010 unterschrieb er in Chonburi einen Vertrag beim Erstligisten Chonburi FC. In seinem ersten Jahr gewann er mit den Sharks den FA Cup. Das Endspiel gegen Muangthong United gewann man mit 2:1 nach Verlängerung. Mit Chonburi wurde er 2011 und 2012 Vizemeister. Den Kor Royal Cup gewann er mit dem Verein 2011 und 2012. Die Rückrunde 2013 wurde er an den Zweitligisten Phuket FC ausgeliehen. Von Juli 2014 bis November 2015 spielte er ebenfalls auf Leihbasis beim Bangkoker Verein Bangkok FC. Chainat Hornbill FC, ein Erstligist aus Chainat, lieh ihn die Rückrunde 2015 aus. Für Chainat absolvierte er fünf Erstligaspiele. Sein ehemaliger Verein Nara United FC nahm ihn im Januar 2016 wieder unter Vertrag. Mittlerweile spielte der Verein wieder in der dritten Liga. 2016 feierte er mit Nara die Vizemeisterschaft der Southern Region. Nach der Ligareform 2017 spielte der Verein in der neugeschaffenen Thai League 3. Hier trat der Verein in der Lower Region an. 2018 wurde er mit Nara Vizemeister der Region. Lamphun Warrior FC, ein Drittligist aus Lamphun, der in der Upper Region der dritten Liga spielte, nahm ihn im Januar 2019 unter Vertrag. Bei Lamphun spielte er die Hinrunde. Im Juli 2019 wurde sein Vertrag nicht verlängert. Mitte September 2020 unterschrieb er einen Vertrag bei seinem ehemaligen Verein Nara United FC. Hier stand er bis Sommer 2023 unter Vertrag. Wo er vom 1. Juni 2023 bis Anfang Juli 2024 gespielt hat, ist unbekannt. Am 10. Juli 2024 verpflichtete ihn der Drittligaaufsteiger Yala City FC. Mit dem Verein aus Yala spielte er elfmal in der Southern Region der Liga. Nach der Hinrunde 2024/25 wechselte er im Dezember 2024 zum ebenfalls in der Southern Region spielenden Songkhla FC. Am Ende der Saison 2024/25 feierte er mit dem Verein die Meisterschaft der Region. Am 19. April 2025 stand er mit Songkhla im Finale des Thai League 3 Cups. Hier verlor man im BG Stadium gegen den Thonburi United FC mit 5:4 im Elfmeterschießen.

## Erfolge
Nara United FC
- Regional League Division 2 – South: 2009  ▲
- Regional League Division 2 – South: 2016 (Vizemeister)
- Thai League 3 – Lower: 2018  (Vizemeister)

Chonburi FC
- Thailändischer Vizemeister: 2011, 2012
- Thailändischer Pokalsieger: 2010
- Kor-Royal-Cup-Sieger: 2011, 2012

Songkhla FC
- Thai League 3 – South: 2024/25
- Thai League 3 Cup-Finalist: 2024/25